# 早川三郎

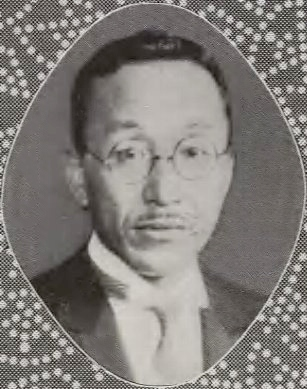
早川三郎

早川 三郎（はやかわ さぶろう、1888年4月8日 - 1973年4月19日）は、日本の内務官僚、政治家。県知事、警視総監。

## 経歴
神奈川県出身。地主・早川耕造の三男として生まれる。東京府立三中、第六高等学校を経て、1915年5月、東京帝国大学法科大学法律学科（独法）を卒業。1914年11月、文官高等試験行政科試験に合格。1915年8月、内務省に入り宮崎県属となる。
1916年9月、宮崎県警視を兼務。以後、宮崎県東諸県郡長、同県理事官、埼玉県理事官、同県地方課長、同県視学官、香川県書記官・警察部長、岡山県書記官・警察部長、広島県書記官・警察部長などを歴任。1928年7月、内務事務官・警務官となる。さらに、警保局警務課長、奈良県書記官・内務部長などを務めた。
1931年12月、佐賀県知事に就任。以後、三重県・鹿児島県・広島県の各知事を歴任。1937年1月、警視総監に就任したが、約一ヶ月で辞任した。その後、中華民国新民会中央指導部次長、帝都高速度交通営団理事、東京市会議員、東京都議会議員、日本放送協会専務理事などを歴任。
1946年1月、愛知県知事に就任し、同年7月まで在任。同年8月から1951年8月まで公職追放となった。